# Упрун
Упрун — посёлок железнодорожной станции в Увельском районе Челябинской области. Входит в состав Увельского сельского поселения.

## География
Расстояние до районного центра, Увельского, 16 км.

## Население
| 2002 | 2010 |
| ---- | ---- |
| 158  | ↘120 |

По данным Всероссийской переписи, в 2010 году численность населения посёлка составляла 120 человек (57 мужчин и 63 женщины).

## Транспорт
В посёлке расположена одноимённая ж/д станция. В 5,5 км на северо-запад находится одноимённый аэродром ВВС России в посёлке Упрун, входящим в состав Увельского.

## Улицы
Уличная сеть посёлка состоит из 1 улицы.